# Imago relationsterapi
Imago relationsterapi har utvecklats av psykologerna och det äkta paret Harville Hendrix och Helen Hunt  i USA. Metoden bygger på mångårig erfarenhet av psykoterapi med par. Metoden är integrativ och kognitiv, systemisk, kommunikationsteoretisk och objektsrelationsteoretisk psykologi. Den bygger även på de senaste neuropsykologiska rönen inom hjärnforskningen, bland annat representerat av Dr. Daniel Siegels forskning 
En viktig ingrediens är att arbeta utifrån "medveten närvaro". De centrala delarna i imagometoden går även att tillämpa på andra områden, som i organisationssammanhang och konfliktlösning. Ett centralt verktyg i arbetet är den intentionella dialogen, ett parsamtal som består av tre steg: spegling, validering och empati. Genom dessa tre steg försäkrar man att båda parterna blir hörda, får bekräftelse för sin upplevelse och förståelse för sin verklighet.
Imago betyder bild. Det är den bild vi alla bär med oss av den ideala partnern, en bild som bygger på våra tidiga erfarenheter av relationer till viktiga personer i våra liv.
Vår Imago består av både positiva och negativa erfarenheter. Den partner vi söker är också den som vi vill ska läka våra sår. Så länge vi är omedvetna om det är risken stor att vi istället återskapar de sårande erfarenheterna med vår partner.
Med hjälp av en medveten dialog kan båda parter få en chans att växa och utvecklas som människor. I Imago är kärlek inte en känsla utan ett dagligt beslut.